# روکا سان فلیچه
روکا سان فلیچه (به ایتالیایی: Rocca San Felice) یک کومونه در ایتالیا است که در استان آولینو واقع شده‌است. روکا سان فلیچه ۱۴ کیلومتر مربع مساحت و ۸۸۸ نفر جمعیت دارد و ۷۴۰ متر بالاتر از سطح دریا واقع شده‌است.

## خواهرخوانده
شهر Tavernola San Felice خواهرخواندهٔ روکا سان فلیچه هست.